# Paloma Cela
María Luisa Cela Molinero, conocida artísticamente como Paloma Cela (Madrid, 4 de marzo de 1943-Ibidem, 30 de marzo de 2019), fue una actriz y modelo española.

## Biografía
Fue modelo, la primera española que trabajó con diseñadores internacionales de la importancia de Balenciaga, Pedro Rodríguez, Asunción Bastida, Lino Martínez, Crippa, ... Resaltó como primera modelo de El Corte Inglés. Trabajó en Argentina, Rusia, Francia, Italia y Estados Unidos, en certámenes de moda y en las más prestigiosas pasarelas. En 1967 debutó en el cine de la mano de Mariano Ozores en la película Operación cabaretera, protagonizada por José Luis López Vázquez y Gracita Morales. Durante los siguientes diez años intervino con asiduidad en películas de género cómico junto a directores como José María Forqué o Rafael Gil.
Paralelamente a su ocaso como modelo, inicia su trayectoria teatral, casi siempre también en el terreno de la comedia o la revista, figurando entre sus montajes, obras como La venganza de la Petra (2002), de Carlos Arniches o Anacleto se divorcia (2003).
La última etapa de su carrera estuvo más centrada en pequeñas intervenciones en televisión, interviniendo en las series Villarriba y Villabajo (1994), ¡Ay, Señor, Señor! (1994-1995), con Andrés Pajares, ¡Ala... Dina! (2000) o Cruz y raya.com (2002-2004). 
En los últimos años participó en programas de corazón. En 2015 acudió al programa de televisión Sálvame Deluxe para hablar sobre la polémica ocurrida en las bodas de plata de Lydia Lozano, después de que ésta la expulsara de su boda.

### Vida personal
Paloma Cela contrajo matrimonio en 1977 con Horacio Suárez Retondo, modelo y publicista argentino, quedando viuda solo dos años después, en 1979. Desde entonces no se le volvió a conocer ninguna relación importante. Era madre de Paloma Cela, su ahijada, a la que finalmente pudo adoptar legalmente, y abuela de dos nietos.
Paloma Cela apoyó públicamente el franquismo y fue habitual en actos de estética fascista durante la vida del dictador y los años siguientes a su muerte.
El 12 de febrero de 2019, fue ingresada en el Hospital La Paz de Madrid por un problema vascular. Falleció el 30 de marzo de 2019 por una insuficiencia renal. Fue incinerada en el Cementerio de La Almudena de Madrid.

## Filmografía
- Torrente 2: Misión en Marbella (2001)
- Inocencia (2001).... Irma Flavia
- Me da igual (2000).... Madre
- Maestros (2000)
- Necesidades (1998)
- El valle de las ánimas (1994)
- La noche del ejecutor (1992)
- Cómo ser mujer y no morir en el intento (1991)
- Crystalstone (1988)
- Martín (1988)
- El pecador impecable (1987)
- Bad Medicine (1985)
- Operación Mantis (1984)
- Eva, limpia como los chorros del oro (1977)
- Manuela (1976)
- Haz la loca... no la guerra (1976)
- El alijo (1976)
- A la Legión le gustan las mujeres (...y a las mujeres les gusta la Legión) (1976)
- El Libro del Buen Amor, (1975)
- Todos los gritos del silencio (1975)
- Dick Turpin (1974)
- Una ciudad llamada Bastarda (1971)
- Dele color al difunto (1970)
- ¡Viva América! (1969)
- Del amor y otras soledades (1969)
- Mi marido y sus complejos (1969)
- Objetivo bi-ki-ni (1968)
- Viva la revolución (1968)
- Pecados conyugales (1968)
- 40 grados a la sombra (1967)
- Una bruja sin escoba,  (1967)
- Operación Secretaria (1967)
- La playa de las seducciones (1967)
- Operación cabaretera (1967)
- Viva, muera D. Juan Tenorio
- Dele color al difunto
- Los desesperados
- Madres solteras
- Susana
- Requiem al sexy
- Mala medicina
- Viajes con mi tia
- La sombra de un recuerdo
- Operación mantis
- El asesino está entre los trece
- Dick Turpin

## Televisión
- Onassis: The Richest Man in the World, ABC (USA)
- Farmacia de Guardia
- La huella del crimen
- Santa Teresa de Jesús
- Habitación 503
- La mujer prohibida
- Los ladrones van a la oficina
- Fantasmas en herencia
- Compuesta y sin novio
- VIP noche, escuelas
- Villarriba y Villabajo
- Brigada Central
- ¡Ay, Señor, Señor!
- Inquilinos
- En plena forma
- Tío Willy
- La casa de los líos
- Hospital Central
- M.I.R.
- Alfonso, el príncipe maldito

## Teatro
- Milius Gloriosus
- Un inglés en Gibraltar
- La calentura
- Ni soltero, ni casado, ni viuda
- El amor de Don Perlimpín
- El mago de Hoz
- Alicia en el País de las Maravillas
- Bailando se entiende la gente, cantando se entiende la gente y hablando se entiende la gente. Café-Teatro
- Mayores con reparos
- El show mágica del circo
- Campañas escolares

## Zarzuela
- ¡La Zarzuela, vaya tela!
- El vals y la zarzuela

## Los veranos de la Villa
- La venganza de la Petra
- Anacleto se divorcia